# Francisco Muñoz Antonino
Francisco Muñoz Antonino (Sagunt, 27 de juny de 1950) ha estat un polític valencià, diputat de les Corts Valencianes.
Llicenciat en arquitectura, màster en conservació del patrimoni arquitectònic i membre del Col·legi d'Arquitectes de València, fou candidat d'Alianza Popular a l'alcaldia de València a les eleccions municipals espanyoles de 1983, però no fou escollit. Posteriorment entrà en 1986 com a diputat a les Corts Valencianes. Fins a 1987 formà part de la Comissió de Coordinació, Organització i Règim de les Institucions de La Generalitat i de la Comissió d'Obres Públiques i Transports.
Posteriorment ha estat president de la comissió delegada de Sagunt de la Fundació Bancaixa.

## Obres
- Las casas señoriales de Murviedro Colegio Territorial de Arquitectos de Valencia, 2009, 357 pàgines, ISBN 8486828848